# Canton de Mamoudzou-1
Le canton de Mamoudzou-1 est une division administrative française située dans le département de Mayotte et la région Mayotte.

## Histoire
Le canton est créé par le décret du 13 janvier 1994 par scission du canton de Mamoudzou.

## Représentation

### Représentation avant 2015
| Période                                  | Période | Identité       | Étiquette | Qualité                                       |
| ---------------------------------------- | ------- | -------------- | --------- | --------------------------------------------- |
|                                          | 2008    | Bacar Ali Boto | DVG       | Conseiller municipal de Mamoudzou             |
| 2008                                     | 2015    | Assani Ali     | UMP       | Vice-président du conseil général (2008-2011) |
| Les données manquantes sont à compléter. |         |                |           |                                               |

### Représentation depuis 2015
| Période élective | Période élective | Mandat | Mandat   | Identité               | Nuance | Nuance | Qualité                                                                       |
| ---------------- | ---------------- | ------ | -------- | ---------------------- | ------ | ------ | ----------------------------------------------------------------------------- |
| 2015             | 2021             | 2015   | 2021     | Armamie Abdoul Wassion |        | LR     |                                                                               |
| 2015             | 2021             | 2015   | 2021     | Mohamed Sidi           |        | LR     | Vice-président du conseil départemental (depuis 2015)                         |
| 2021             | 2028             | 2021   | en cours | El Anrif Hassani       |        | DVC    | Enseignant, membre du Mouvement pour le développement de Mayotte              |
| 2021             | 2028             | 2021   | en cours | Farianti M'Dallah      |        | DVC    | Commerçante à Mamoudzou, membre du Mouvement pour le développement de Mayotte |

À l'issue du 1er tour des élections départementales de 2015, deux binômes sont en ballotage : Armamie Abdoul Wassion et Mohamed Sidi (UMP, 28,72 %) et El-Anrif Hassani et Amina Sarman (Divers, 22,97 %). Le taux de participation est de 59,51 % (2 285 votants sur 3 840 inscrits) contre 62,64 % au niveau départemental et 50,17 % au niveau national.
Au second tour, Armamie Abdoul Wassion et Mohamed Sidi (UMP) sont élus avec 52,72 % des suffrages exprimés et un taux de participation de 60,71 % (1 193 voix pour 2 335 votants et 3 846 inscrits).

## Composition

### Composition avant 2015
Ce canton était composé des villages de Mamoudzou et de Kaweni dans la commune de Mamoudzou. Il s'agit depuis 2014 du nouveau canton de Mamoudzou-3.

### Composition depuis 2015
Le canton est composé des villages de Passamainty, Tsoundzou 1, Tsoundzou 2 et Vahibé dans la commune de Mamoudzou. Le redécoupage de 2014 a tout simplement changé la numérotation des cantons. Le canton de Mamodzou-1 correspond à l'ancien canton de Mamoudzou-3.

## Démographie

### Démographie avant 2015
| 2002   | 2007   | 2012   |
| ------ | ------ | ------ |
| 16 137 | 17 748 | 19 115 |

### Démographie depuis 2015
En 2017, le canton comptait 22 626 habitants.
| 2017   |
| ------ |
| 22 626 |